# Super Bowl XII
El Super Bowl XII fue la 12.ª edición del juego por el campeonato de fútbol americano de la National Football League y se disputó el 15 de enero de 1978 en el Louisiana Superdome de New Orleans, Luisiana. Los Dallas Cowboys, campeones de la NFC (15–2) derrotaron a los Denver Broncos, campeones de la AFC (14–3) por maracador de 27–10, llegando así a su segundo título de Super Bowl.
Los Cowboys dominaron prácticamente todo el partido, forzando a los Broncos a 8 pérdidas de balón y permitiendo sólo 8 pases completos para 61 yardas. Por primera y única vez en la historia de los Súper Bowls, dos jugadores compartieron el honor de ser nombrados como el jugador más valioso del juego. También fue la primera vez que un liniero defensivo conseguiría dicho galardón.

## Anotaciones
Primer Cuarto
- DAL - TD: Tony Dorsett corrida de 3 yardas (punto extra de Efrén Herrera) 7-0 DAL.
- DAL - FG: Efrén Herrera 35 yardas 10-0 DAL.

Segundo Cuarto
- DAL - FG: Efrén Herrera 43 yardas 13-0 DAL.

Tercer Cuarto
- DEN - FG: Jim Turner 47 yardas 13-3 DAL.
- DAL - TD: Butch Johnson pase de 45 yardas pass de Roger Staubach (punto extra de Efrén Herrera) 20-3 DAL.
- DEN - TD: Rob Lytle corrida de 1 yarda  (punto extra  de Jim Turner) 20-10 DAL.

Cuarto Cuarto
- DAL - TD: Golden Richards pase de 29 yardas de Robert Newhouse (punto extra de Efrén Herrera) 27-10 DAL.

## Alineaciones titulares
| Dallas             | Posición  | Denver          |
| ------------------ | --------- | --------------- |
| Ofensiva           |           |                 |
| Butch Johnson      | WR        | Jack Dolbin     |
| Ralph Neely        | LT        | Andy Maurer     |
| Herbert Scott      | LG        | Tom Glassic     |
| John Fitzgerald    | C         | Mike Montler    |
| Tom Rafferty       | RG        | Paul Howard     |
| Pat Donovan        | RT        | Claudie Minor   |
| Billy Joe Dupree   | TE        | Riley Odoms     |
| Drew Pearson       | WR        | Haven Moses     |
| Roger Staubach     | QB        | Craig Morton    |
| Robert Newhouse    | FB        | Jon Keyworth    |
| Tony Dorsett       | RB        | Otis Armstrong  |
| Defensiva          |           |                 |
| Ed Jones           | LE        | Barney Chavous  |
| Jethro Pugh        | LDT/NT    | Rubin Carter    |
| Randy White        | RDT/RE    | Lyle Alzado     |
| Harvey Martin      | RE/LOLB   | Bob Swenson     |
| Thomas Henderson   | LOLB/LILB | Joe Rizzo       |
| Bob Breunig        | MLB/RILB  | Randy Gradishar |
| D.D. Lewis         | ROLB      | Tom Jackson     |
| Benny Barnes       | LCB       | Louis Wright    |
| Aaron Kyle         | RCB       | Steve Foley     |
| Charlie Waters     | SS        | Billy Thompson  |
| Cliff Harris       | FS        | Bernard Jackson |
| Equipos especiales |           |                 |
| Efrén Herrera      | K         | Jim Turner      |
| Staff              |           |                 |
| Tom Landry         | Coach     | Red Miller      |

- Jugador más valioso